# Sigrid Erfurth

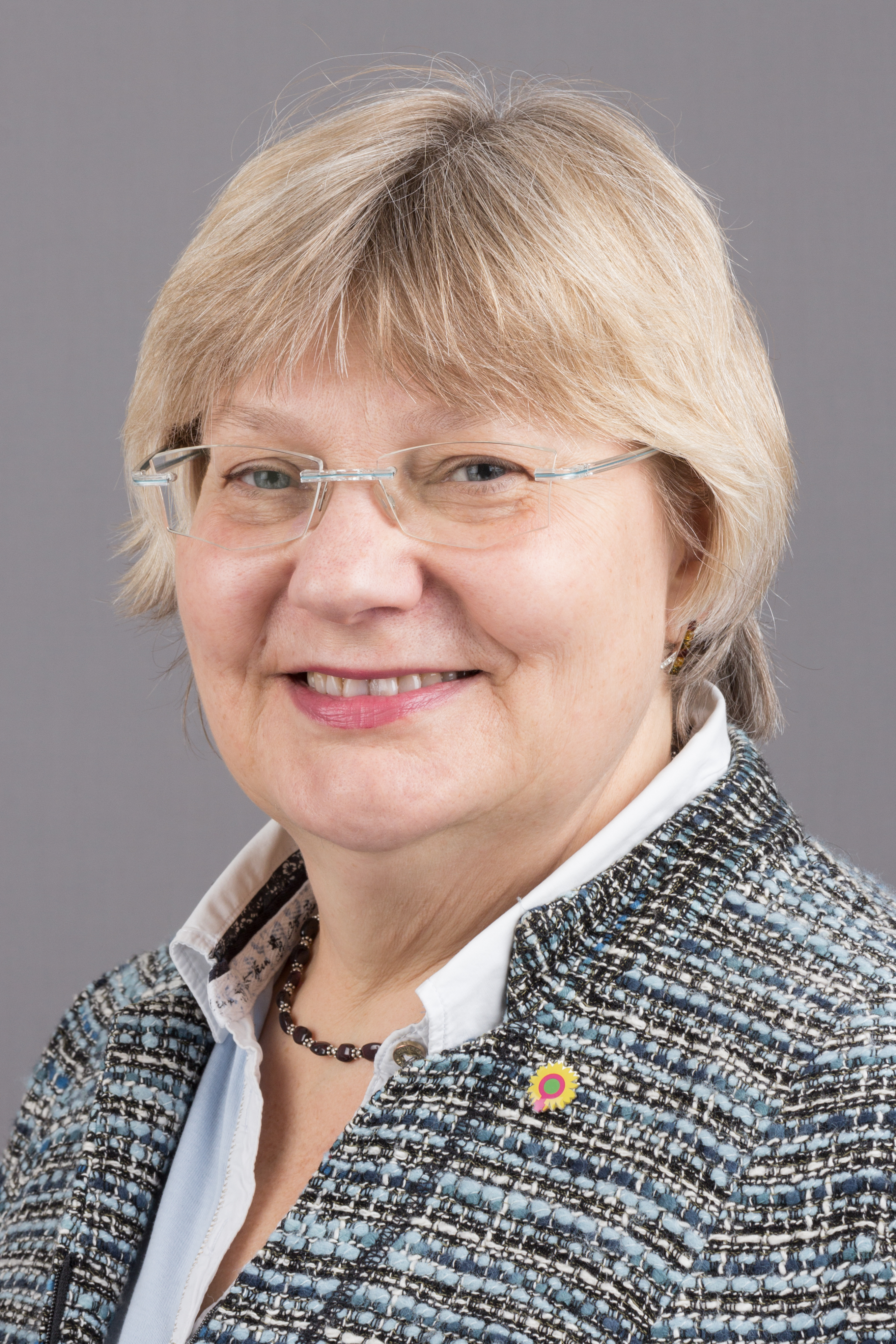
Sigrid Erfurth (2016)

Sigrid Erfurth (* 4. Oktober 1956 in Seulingen) ist eine deutsche Politikerin bei Bündnis 90/Die Grünen und ehemaliges Mitglied des Hessischen Landtags. Von 2019 bis 2024 war sie Vorsitzende der hessischen Grünen.
Sie war vom 8. Dezember 1998 (als Nachrückerin für Reinhold Weist) bis zum 4. April 1999 und vom 1. September 2005 bis zum 27. Januar 2008 Abgeordnete im Hessischen Landtag. Sie war fachpolitische Sprecherin für Finanzpolitik, Datenschutz und Kommunales und Mitglied im Innenausschuss und im Haushaltsausschuss. Bei der Landtagswahl in Hessen 2009 kandidiert sie erfolgreich auf Platz 11 der Grünen-Liste. Bei der Landtagswahl in Hessen 2013 trat sie im Wahlkreis Eschwege-Witzenhausen an. Hier unterlag sie gegen Lothar Quanz. Ihr gelang jedoch der Wiedereinzug in den Landtag über einen Listenplatz der Partei. Zur Landtagswahl in Hessen 2018 trat sie nicht mehr an und schied so aus dem Parlament aus. Von 2019 bis 2024 war sie Vorsitzende der hessischen Grünen; von 2019 bis 2021 gemeinsam mit Philip Krämer, von 2021 bis 2024 gemeinsam mit Sebastian Schaub.